# Prosopocoilus katanganus
Prosopocoilus katanganus is een keversoort uit de familie vliegende herten (Lucanidae). De wetenschappelijke naam van de soort is voor het eerst geldig gepubliceerd in 1967 door Bomans.